# Burn (Usher)
Burn is een single van de Amerikaanse R&B-zanger Usher. Het is zijn tweede single van het album Confessions uit 2004. Burn wist de nummer 1-positie in de Verenigde Staten te behalen. In Nederland had de single nummer 20 als hoogste notering. Behalve Usher werkten ook Jermaine Dupri en Bryan Michael Cox mee aan de single.
Voor de productie van de eerste single Yeah! was het de bedoeling dat Burn de eerste single van het album zou zijn. Er werd echter besloten om Burn als tweede single uit te brengen. De single werd genomineerd voor twee Grammy Awards: Best Male R&B Performance en Best R&B Song.

## Tracks
Groot-Brittannië (CD1)
1. "Burn" (Radio Edit)
2. "Burn" (Full Phatt Main Mix)

Groot-Brittannië (CD2)
1. "Burn" (Radio Edit)
2. "Burn" (Axwell Radio Edit Mix)
3. "Burn" (Full Phatt Radio Mix)

| Burn in de Nederlandse Top 40 - binnen: week 24 | Burn in de Nederlandse Top 40 - binnen: week 24 | Burn in de Nederlandse Top 40 - binnen: week 24 | Burn in de Nederlandse Top 40 - binnen: week 24 | Burn in de Nederlandse Top 40 - binnen: week 24 | Burn in de Nederlandse Top 40 - binnen: week 24 | Burn in de Nederlandse Top 40 - binnen: week 24 | Burn in de Nederlandse Top 40 - binnen: week 24 | Burn in de Nederlandse Top 40 - binnen: week 24 | Burn in de Nederlandse Top 40 - binnen: week 24 | Burn in de Nederlandse Top 40 - binnen: week 24 |
| Week                                            | 1                                               | 2                                               | 3                                               | 4                                               | 5                                               | 6                                               | 7                                               | 8                                               | 9                                               |                                                 |
| ----------------------------------------------- | ----------------------------------------------- | ----------------------------------------------- | ----------------------------------------------- | ----------------------------------------------- | ----------------------------------------------- | ----------------------------------------------- | ----------------------------------------------- | ----------------------------------------------- | ----------------------------------------------- | ----------------------------------------------- |
| Nummer                                          | 37                                              | 16                                              | 9                                               | 14                                              | 23                                              | 23                                              | 25                                              | 26                                              | 32                                              | uit                                             |